# Mortimer Shuman
Mortimer Shuman of Mort Shuman (New York, 12 november 1938 – Londen, 2 november 1991) was een Amerikaans componist, tekstschrijver en zanger.

## Levensloop
Shumans familie was van Pools-Joodse afkomst. Samen met Doc Pomus, die de teksten leverde, schreef hij een aantal wereldhits voor onder meer Elvis Presley (Surrender; Kiss me quick; Viva Las Vegas...) en The Drifters (Save the last dance for me; Sweets for my sweet).
Shuman vestigde zich daarna in Europa; eerst in Londen. Hij raakte bevriend met Jacques Brel, vertaalde Brels chansons in het Engels, en schreef ook een musical over hem: "Jacques Brel is alive and well and living in Paris", waarin Shuman zelf de hoofdrol zong. Vanwege zijn succes in Frankrijk ging hij in 1970 in Parijs wonen en schreef en zong vanaf toen ook liedjes in het Frans; zijn grootste Franse succes is wellicht Le Lac Majeur. Dit was deels geïnspireerd op de periode in 1874 waarin de Russische anarchist Michail Bakoenin een poging deed om via Locarno (stad) aan het Lago Maggiore (Le lac Majeur in het Frans) te vluchten. De openingszin Il neige sur le Lac Majeur verwijst niet naar sneeuw (neige), maar naar een groot vuurwerk dat Bakoenin in 1874 zou hebben laten ontsteken.
Shuman overleed in 1991 aan de gevolgen van leverkanker.

## Discografie

### Singles
| Single met eventuele hitnotering(en) in de Nederlandse Top 40 | Datum van verschijnen | Datum van binnenkomst | Hoogste positie | Aantal weken | Opmerkingen               |
| ------------------------------------------------------------- | --------------------- | --------------------- | --------------- | ------------ | ------------------------- |
| Le Lac Majeur                                                 |                       | 17-3-1973             | 1               | 11           | #1 in de Daverende Dertig |
| Brooklyn by the sea                                           |                       | 25-8-1973             | tip             |              |                           |

### NPO Radio 2 Top 2000
| Nummer met noteringen in de NPO Radio 2 Top 2000 | '01  | '02  | '03  | '04  | '05  | '06  | '07 | '08  |
| ------------------------------------------------ | ---- | ---- | ---- | ---- | ---- | ---- | --- | ---- |
| Le Lac Majeur                                    | 1492 | 1691 | 1768 | 1657 | 1591 | 1768 | -   | 1901 |

1. ↑  Een '-' betekent dat het nummer niet was genoteerd en een vetgedrukt getal geeft de hoogste notering aan.
2. ↑  2001 was het eerste jaar met een notering voor dit nummer.
3. ↑  Deze tabel is bijgewerkt tot en met de laatste editie (2024).